# BNL Football League 2023
Die BNL 2023 war die zweite Saison der American-Football-Liga für Teams aus Belgien und den Niederlanden. Die Amsterdam Crusaders konnten ihren Titel aus dem Vorjahr verteidigen.
Die Spielzeit begann am 4. März 2023. Die reguläre Saison endete am 10. Juni 2023. Die Saison endete mit dem Finale am 1. Juli 2023.

## Modus und Teilnehmer
Fünf Teams nahmen an der Saison 2023 teil:
- Amsterdam Crusaders
- Limburg Shotguns
- Kasteel Nitro’s
- Brussels Black Angels
- Ghent Gators

Jede Mannschaft spielte je einmal zu Hause und einmal auswärts gegen jede andere Mannschaft. Die besten drei Mannschaften qualifizierten sich für die Play-offs. Am 24. Juni 2023 fand das Play-off-Spiel zwischen dem Zweit- und dem Drittplatzierten statt. Der Erstplatzierte qualifizierte sich direkt für das Finale am 1. Juli 2023, welches im Sportpark Sloten in Amsterdam stattfand.

## Tabelle
| Pl | Team                  | Sp | S | N | U | SQ    | P+  | P−  | Diff |
| -- | --------------------- | -- | - | - | - | ----- | --- | --- | ---- |
| 1  | Brussels Black Angels | 8  | 7 | 1 | 0 | 0,875 | 267 | 072 | +195 |
| 2  | Amsterdam Crusaders   | 8  | 6 | 2 | 0 | 0,750 | 269 | 087 | +182 |
| 3  | Limburg Shotguns      | 8  | 5 | 3 | 0 | 0,625 | 263 | 129 | +134 |
| 4  | Kasteel Nitro’s       | 8  | 2 | 6 | 0 | 0,250 | 066 | 271 | −205 |
| 5  | Ghent Gators          | 8  | 0 | 8 | 0 | 0,000 | 030 | 336 | −306 |

Legende:
Qualifikation fürs Finale, Qualifikation fürs Halbfinale.
Abkürzungen:
Spiele, Siege, Niederlagen, Unentschieden, SQ Siegquote, P+ erzielte Punkte, P− gegnerische Punkte

## Play-offs
|  | Halbfinale | Halbfinale          | Halbfinale |  |  | BNL Championship Game | BNL Championship Game | BNL Championship Game |
|  |            |                     |            |  |  |                       |                       |                       |
|  | 2          | Amsterdam Crusaders | 28         |  |  |                       |                       |                       |
|  | 3          | Limburg Shotguns    | 20         |  |  | 1                     | Brussels Black Angels | 7                     |
|  |            |                     |            |  |  | 2                     | Amsterdam Crusaders   | 17                    |

### BNL Bowl
|                        |                       | BNL Bowl II           |        |                     |  |                  |
| Amsterdam 1. Juli 2023 |                       | Brussels Black Angels | 7 : 17 | Amsterdam Crusaders |  | Sportpark Sloten |
| Amsterdam 1. Juli 2023 | (0:0, 0:3, 7:0, 0:14) | Brussels Black Angels |        | Amsterdam Crusaders |  | Sportpark Sloten |